# Vista Alegre (Asunción)
Vista Alegre es un populoso barrio de la ciudad de Asunción, capital de la República del Paraguay.

## Historia
El barrio Vista Alegre, antiguo y tradicional rincón de la ciudad extendía sus límites hasta lo que hoy es el barrio Pettirossi. Gran parte de las tierras de esa zona eran propiedad del señor Eugenio Anguier, quien hacia el año 1898 decidió lotearlas y venderlas.

## Límites
El barrio Vista Alegre tiene como limitantes las Avdas. Médicos del Chaco, Bruno Guggiari, Eusebio Ayala y la calle Ecuador.
- Al norte limita con el barrio Mburicaó
- Al sur limita con la ciudad de Lambaré.
- Al este limita con el barrio Nazareth.
- Al oeste limita con el barrio Pinozá.

## Superficie
El barrio Vista Alegre tiene una superficie de 2.40 km².

## Características
El terreno del barrio Vista Alegre posee declive natural no muy pronunciado hacia la ciudad de Lambaré.
El uso de suelo es eminentemente habitacional, exceptuando el sector de la avenida Eusebio Ayala, la Avda Fernando de la Mora, la Avda. Médicos del Chaco y la calle Bartolomé de las Casas, donde hay varios comercios y fábricas.

## Vías y Medios de Comunicación
Las principales vías de comunicación del barrio Vista Alegre son las Avdas. Bruno Guggiari, Eusebio Ayala, Médicos del Chaco también está asfaltada. Fernando de la Mora es también una vía importante de acceso al barrio. Las principales calles internas son Bartolomé de las Casas y Alonso Rodríguez.
Operan cuatro canales de televisión abiertos y varias empresas que emiten señales por cable. Se conectan con veinte emisoras de radio que transmiten en frecuencias AM y FM. Cuenta con los servicios telefónicos de Copaco y los de telefonía Celular, además cuenta con varios medios de comunicación y a todos los lugares llegan los diarios capitalinos.

## Transporte
Los ómnibus que circulan por el interior del barrio Vista Alegre son la línea 2, 7, 8, 13, 13-2, 14, 15-1, 15-2, 15-3, 15-4, 30, 37, 40 y la línea 41.

## Geografía
El barrio Vista Alegre está situado en la ciudad de Asunción, capital del Paraguay, en el Departamento Central de la Región Oriental, dentro de la bahía del Río Paraguay, ciudad cosmopolita, donde confluyen personas de distintas regiones del país y extranjeros que la habitan, ya arraigados en ella.

## Clima
El barrio Vista Alegre presenta clima subtropical, una temperatura media de 28 °C en el verano y 17 °C en el invierno. Vientos predominantes del norte y sur. El promedio anual de precipitaciones es de 1700 mm.

## Población
La población del barrio Vista Alegre es de 12.611 habitantes aproximadamente, lo que representa una densidad de 5.255 habitantes por km². 
La población masculina constituye un 49% y la población femenina 51%.

## Demografía
En el barrio Vista Alegre existen 3.605 viviendas aproximadamente con un promedio de 3,5 habitantes por cada una de ellas. 
El porcentaje de cobertura de servicios es el siguiente:
- El 96 % de las viviendas poseen energía eléctrica.
- El 97 % de las viviendas poseen agua corriente.
- El 90 % de las viviendas poseen el servicio de recolección de basura.
- El 65 % de las viviendas poseen red telefónica.

Cabe destacar el gran número de viviendas nuevas y de complejos habitacionales en construcción.
En materia sanitaria cuenta con consultorios médicos y clínicas privadas
Posee dos colegios privados y dos públicos además de guarderías infantiles privadas
Su población es de clase media y baja. Un porcentaje menor es de clase alta.

## Principales problemas del barrio
- Ocupación de predios destinados a calles y edificios públicos.
- Falta de canalización fluvial
- Calles sin terminación
- Patoterismo y alcoholismo.

## Instituciones y Organizaciones existentes
Comisiones Vecinales
Existen cuatro comisiones vecinales
1. Comisión de seguridad Madre Ravasco con 16 cámaras alrededor de las cuadra con sirenas vecinos en alerta calle Ponce Leon.

- Teniente Alcorta
- Mayas
- Lola de Miño
- San Roque González de Santa Cruz

Cooperativas
- Cooperativa de ahorro y crédito Pinoza
- Cooperativa de ahorro y crédito Yvapovô
- Cooperativa de ahorro y crédito Nazareth
- Cooperativa de ahorro y crédito San Miguel Arcángel Ltda.

1. Escuelas y colegios
2. BIGGIES 24hs.
3. FARMACIAS
4. PANADERIA-ROTICERIA
5. GIMNASIO

LINEA DE TRASPORTE 30A Y 41

## Instituciones No Gubernamentales

### Religiosas Católicas
- Parroquia San Juan Bautista - Verbo Divino
- Oratorio San Isidro
- Oratorio San Roque Gonzalez de Santacruz
- Oratorio San Miguel Arcángel
- Religiosa Protestante
- Iglesia Protestante
- Religiosa Evangélica
- Iglesia Evangélica

### Entidades Sociales
- Centro Social Cultural y Deportivo Panambí Reta
- Club Social y Deportivo Fernando de la Mora
- Club Deportivo Pinozá

### Servicio Sanitario
- Clínica El Sol

### Educativas

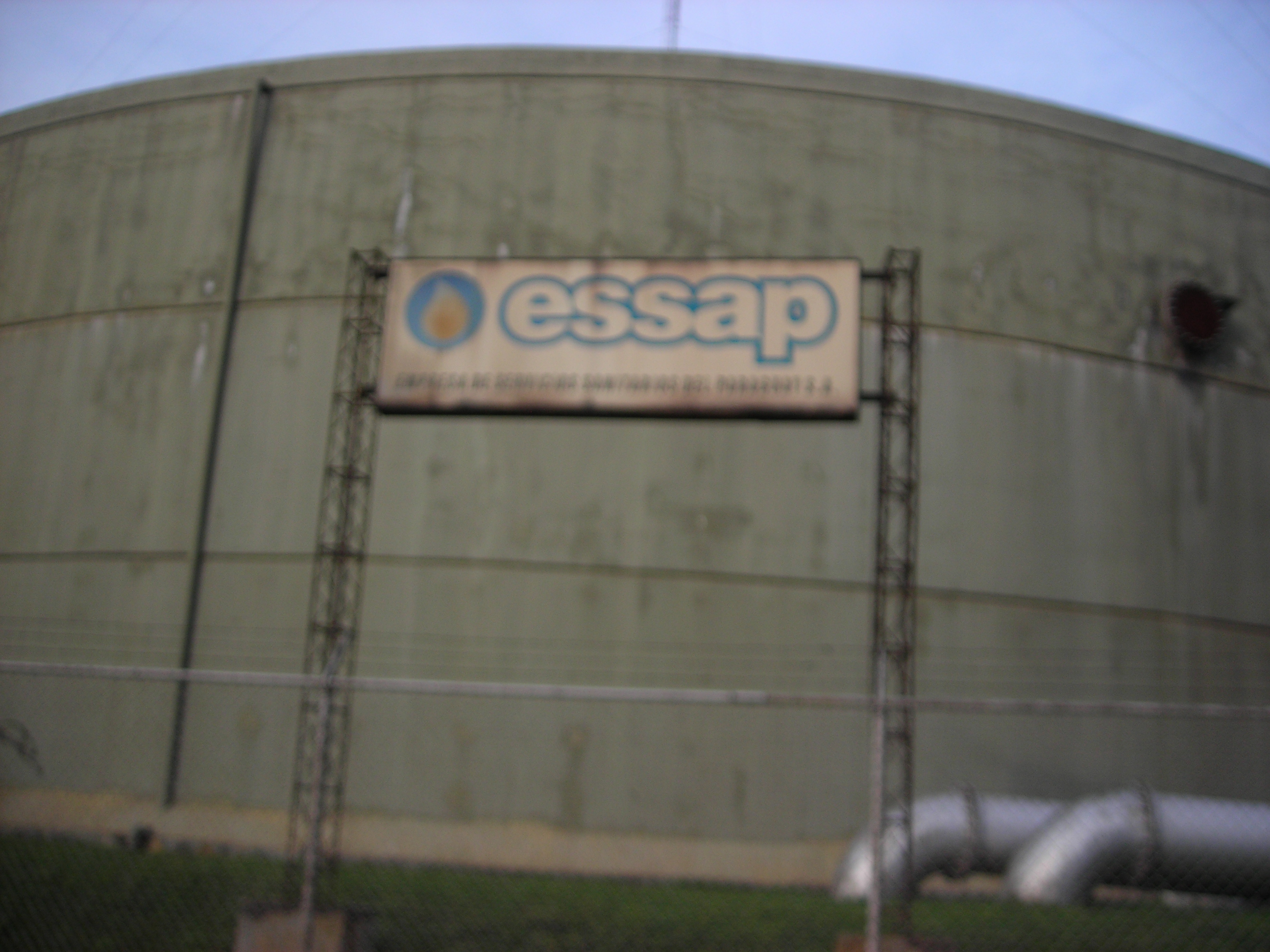
ESSAP.

- Colegio Verbo Divino
- Colegio Elim Cristiano
- Colegio MagisESSAP.

## Instituciones Gubernamentales
Educativas
- Colegio Manuel Ortiz Guerrero
- Colegio Chaco Paraguayo

Estatales 

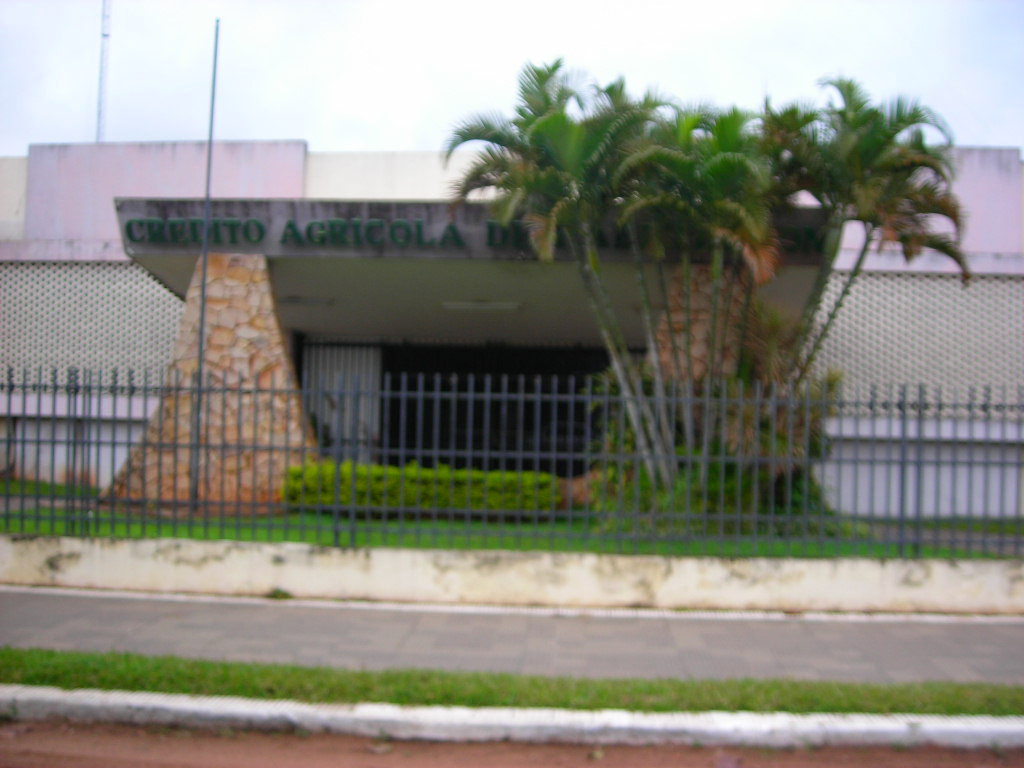
Centro de Créditos Agrícola.

- Sede Central de la Industria Nacional del Cemento
- Reservorio de ESSAP
- Taller de medidores de ESSAP
- Centro de Créditos Agrícola de Abastecimiento
- Sucursal de Copaco

Municipales
Plaza
- Lola de Miño